# Zikanapis brethesi
Zikanapis brethesi is een vliesvleugelig insect uit de familie Colletidae. De wetenschappelijke naam van de soort is voor het eerst geldig gepubliceerd in 2006 door Compagnucci.